# Trituradora d'escombraries

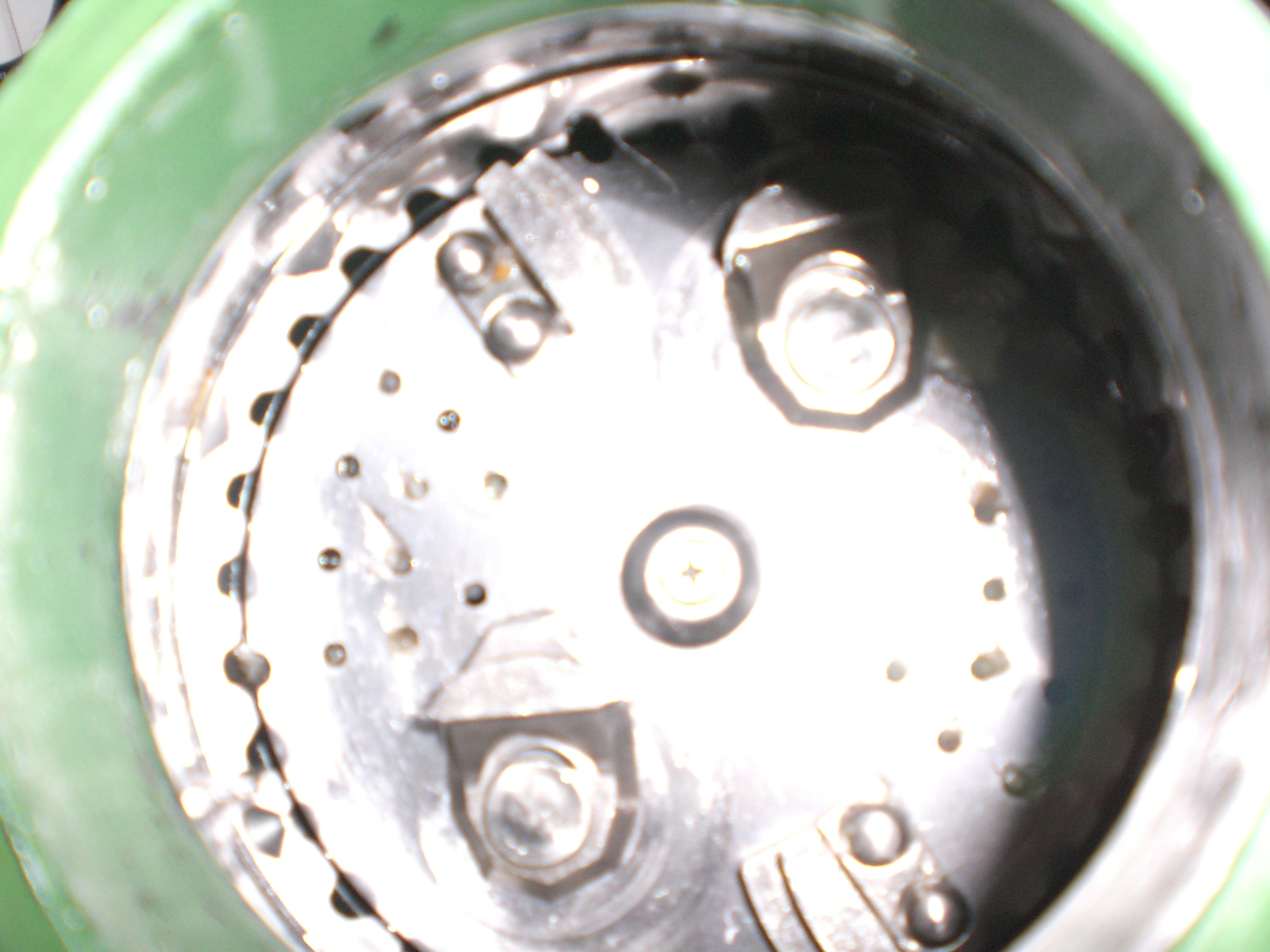
Triturador d'escombraries vista de dalt

Una trituradora d'escombraries és un electrodomèstic que esmicola els residus alimentaris de la llar o de les empreses per a facilitar-ne l'eliminació a través de les canonades de desguàs. Així doncs hi poden haver models domèstics i industrials per a hostaleria.

## Funcionament
Aquest aparell se sol situar en l'aigüera i tritura les escombraries orgàniques (restes de menjar) mitjançant un motor elèctric i l'evacua per l'eixauc ajudant-se de l'aigua corrent. La resta dels residus (plàstics i cartonatge) han d'emportar-se als llocs tradicionals (siguin separatius o no).
Resulta més còmode perquè no fa falta llençar les escombraries orgàniques. Requereix menys ús del sistema de recollida d'escombraries, la qual cosa suposa un benefici econòmic per a les comunitats i ajuntaments, ja que s'elimina fins al 45% del residu total. A més, ajuda a la separació efectiva de residus.
En termes generals, la trituració domiciliària de residus i el seu abocament cloacal és actualment considerat un mètode eficient i ecològic de tractament de les escombraries. D'aquesta manera s'expressa la Unió Europea en el seu projecte Agenda 21, en la qual es proposa un model de ciutat eficient i sostenible. La trituradora de cuina domèstica i industrial ha demostrat ser un electrodomèstic capaç de realitzar el transport del residu orgànic a través del clavegueram, la qual cosa redueix la petjada del carboni, al no produir-se les emissions de CO₂ procedent dels camions d'escombraries.
Alguns ajuntaments tenen prohibicions que daten de les trituradores antigues, que portaven fulles. Aquestes fulles feien trossos, la qual cosa embussava la xarxa de desguàs. Les noves (aprovades per CE) porten un sistema de triturat per queixals mòbils o corrons (segons cas) el que impedeix que hi hagi trossos, i per consegüent, embussos.
En alguns casos el sistema es pot variar perquè el triturat vagi fins a un digestor de biogàs i utilitzar el seu gas i el biol com a fertilitzant.
També es podria utilitzar per a facilitar la compostació. Encara que el residu pot ser excessivament humit.

## Legislació aplicable
El rebuig de matèria orgànica de rebuig forma part dels residus sòlids urbans. A Espaya són regulats a través de la següent legislació: Ley 10/1998, de 21 de abril, de Residuos; el Plan Nacional de Residuos Urbanos (PNUR) 2000 - 2006 i el Plan Nacional Integrado de Residuos (PNIR) 2008 - 2015. La normativa catalana en matèria de residus es variada i està gestionada per l'Agència de Residus de Catalunya.

## Història
Els aparells d'eliminació d'escombraries van ser inventats el 1927 per John W. Hammes, un arquitecte que treballava a Racine, Wisconsin. Aquest va sol·licitar una patent el 1933 que va ser emesa el 1935. La seva empresa InSinkErator va posar el seu triturador al mercat l'any 1940. La invenció de Hammes es troba en discussió ja que General Electric va introduir al mercat una unitat d'eliminació d'escombraries el 1935 coneguda com a Disposall.